# Sharp Zaurus
Sharp Zaurus är en serie av så kallade Personal Digital Assistant (PDA) från Sharp varav åtminstone Sharp SL-5000D kan köra Linux.
Andra datorer i Zaurus-serien är Sharp ZR-5800 FX, Sharp ZR-5700, Sharp ZR-5000, Sharp ZR-3000, Sharp ZR-3500X och Sharp ZR-M10.